# Marie Anne de Mailly-Nesle
Marie Anne de Mailly-Nesle, hertiginna de Châteauroux, född 5 oktober 1717, död 8 december 1744, var en fransk hovdam, mätress till kung Ludvig XV av Frankrike 1742–1744. Hon var en av de fyra systrarna de Nesle som alla var älskarinnor till Ludvig XV.

## Bakgrund
Marie Anne de Mailly-Nesle var dotter till Louis de Mailly, markis av Nesle och Mailly och prins d'Orange (1689–1767) och Armande Félice de La Porte Mazarin (1691–1729); hennes mor var sondotter till Hortense Mancini. Hon gifte sig 1734 med markis Louis de La Tournelle (1708–1740).
Marie Anne de Mailly-Nesle, som beskrivs som den vackraste av systrarna de Nesle, lanserades som älskarinna åt kungen av Louis François Armand de Vignerot du Plessis, hertig de Richelieu, som uppmuntrad av Claudine Guérin de Tencin ville förbättra sin karriär med stöd av en mätress, och som inte hade fått något stöd av den dåvarande mätressen, hennes syster Louise Julie de Mailly-Nesle. Marie Anne de Mailly-Nesle var dock själv inte intresserad av att bli mätress, eftersom hon då hade ett förhållande med Richelieus brorson, hertig d'Agénois. Ludvig XV sände då d'Agénois till kriget mot Österrike i Italien. När d'Agénois överlevde, sändes han till Languedoc av Richelieu, som hade hyrt en kvinna med uppgift att förföra honom. Detta lyckades, och Richelieu visade sedan d'Agénois kärleksbrev till denna kvinna för Marie Anne de Mailly-Nesle, som då gick med på att bli kungens mätress.

## Mätress
Marie Anne de Mailly-Nesle ställde flera krav för att acceptera att bli kungens älskarinna. Hon krävde att få ett ämbete vid hovet, titeln hertiginna och en årlig pension, och att hennes ställning som älskarinna skulle bli den som officiell mätress och att hennes syster, den dåvarande officiella mätressen, Julie Louise de Mailly-Nesle, skulle förlora sin ställning och förvisas från hovet. Den 3 november förvisades Julie Louise de Mailly-Nesle från hovet och förlorade sin ställning som mätress till Marie Anne de Mailly-Nesle; den 4 oktober 1742 blev hon hovdam hos drottning Marie Leszczyńska, och den 24 oktober 1743 presenterades hon vid hovet under sin nya titel, hertiginna av Châteauroux. Hon fick också en pension på 80 000 livres. Hon beskrivs som mycket arrogant och ska ha behandlat Marie Leszczyńska oförskämt.
Marie Anne de Mailly-Nesle var politiskt aktiv. Claudine Guérin de Tencin påverkade Richelieu, som i sin tur påverkade henne, som påverkade Ludvig XV. Tencins bror Pierre Guérin de Tencin blev 1742 minister. Liksom sin syster Pauline uppmuntrade hon kungen att överta politiken från kardinal Fleury och själv aktivt delta i Österrikiska tronföljdskriget på slagfältet. 1744 övertalade de Ludvig XV att sluta förbund med Preussen. I maj 1744 begav sig Ludvig XV på hennes uppmaning ut till fronten. Hon var emellertid rädd för att hennes inflytande skulle ta skada av frånvaron, och därför följde hon honom till Lille 8 juni 1744, tillsammans med sin syster Diane Adélaïde de Mailly-Nesle. De följde honom på hans inspektionsrunda längs gränsen till Flandern, och sedan till Metz. I Metz lät kungen 4 augusti konstruera en träbro mellan det hus där han övernattade och systrarnas hus, för att de skulle kunna besöka honom. Detta menage-a-trois ledde till offentlig skandal. Då Ludvig XV insjuknade 9 augusti höll systrarna det först hemligt. De var rädda för att han skulle övertalas att bikta sig och sända bort dem. Den 12 augusti släppte de slutligen in prästerna till kungen, som övertalade honom att sända bort dem som villkor för att höra hans bikt. De fördes tillbaka i till Paris och var nära att lynchas under resan, då de utsattes för hotelser av allmänheten. 

## Död
Ludvig XV återhämtade sig dock, och i november 1744 återvände han till Paris. Han sökte då upp henne och återtog henne som mätress. Hon inledde genast en hämndaktion mot sina fiender vid hovet. Kort därpå insjuknade hon i en oidentifierad sjukdom. Hon avled 8 december, och var själv övertygad om att hon var förgiftad. Eftersom man ville undvika att hennes lik skändades, liksom hennes syster Paulines hade blivit, begravdes hon i hemlighet.